# Faça Sua História
Faça Sua História é uma série de televisão brasileira produzida pela TV Globo e exibida de 6 de abril a 21 de dezembro de 2008.
Foi escrita por João Ubaldo Ribeiro e Geraldo Carneiro. A direção foi de Alexandre Boury e Mauro Farias, sob núcleo de Roberto Talma.
Contou com as atuações de Vladimir Brichta e Carla Marins nos papeis principais.

## Antecedentes
A série teve um episódio piloto, protagonizado por Stepan Nercessian e que foi ao ar em 27 de dezembro de 2007 como um "especial de fim de ano" da emissora. Mais tarde a série entrou para a grade da programação a ser exibida aos domingos.

## Sinopse
Faça Sua História teve como enredo o taxista Oswaldir (Vladimir Brichta) contando as histórias e abordando-o aos passageiros.

## Elenco
| Ator             | Personagem                                 |
| ---------------- | ------------------------------------------ |
| Vladimir Brichta | Oswaldir dos Santos                        |
| Carla Marins     | Adalgisa dos Santos (Gigi)                 |
| Diego Kropotoff  | Oswaldir dos Santos Júnior (Oswaldirzinho) |
| Isabel Petrenko  | Maria Eduarda dos Santos (Duda)            |

### Participações especiais
- Irene Ravache - Nadir
- Fábio Lago - Cacildo
- Gésio Amadeu - Jaburú
- Júlio Rocha - Jackson Maia
- Tony Ramos - Passageiro
- Lidi Lisboa - Francineide
- Luis Miranda - Dejair
- Ricardo Alegre - Turcão
- Robert Pacheco - Leleco
- Leonardo Arantes - Coisa Ruim
- ABM de Aguiar - Assaltantes
- Sidney Magal - Passageiro
- Giselle Itié - Maria da Glória
- Mateus Solano - Cléber Augusto
- Larissa Bracher - Vanessa
- Jorge Lucas - Pererinha
- Duda Ribeiro - Passageiro
- Lúcio Mauro - Baby de Moraes
- Maitê Proença - Bebete
- Cristina Prochaska - Carmem Lúcia
- Gabriela Alves - Neusa
- Michelle Martins - Angélica
- Quitéria Chagas - Selminha
- Cláudio Caparica - Maitre do restaurante
- Ernesto Piccolo - Passageiro
- Milena Toscano - Cíntia
- Danton Mello - Johnny Valenti
- Flavio Baiocchi - Bruce
- Jorge Lucas - Pererinha
- Karina Dohme - Andressa
- Maurício Mattar - Passageiro
- Alonso Gonçalves - Napoleão Santana
- Dig Dutra - Joseane
- Sabrina Rosa - Gislaine
- Wagner Trindade - Adílson
- Aline Fanju - Dinorá
- Márcio Fonseca - Maribel
- Luciano Vidigal - Meio-Quilo
- Lívia Nascimento - Janaína
- Arley Velloso - Inácio Benevides
- Liz Moraes - Nívia
- Antônio Pitanga - Passageiro
- Maria Zilda - Dora Maria
- Kiko Mascarenhas - Dorgival
- Pia Manfroni - Malvina
- Maria Eduarda - figurinista
- Guilherme Piva - Passageiro
- Bento Ribeiro - Caramuru
- Ricardo Nunes - São Jorge
- Nana Gouvêa - Veranista
- Ricardo Pavão - Lilico
- Marcello Gonçalves - Deulino
- Eduardo Magalhães - Genésio
- Jamil Velazquez - Juca
- William Vita - homem misterioso
- Hilton Castro
- Natália do Vale - Passageira
- Carlos Meceni - Seu Crécio
- Marcelo Flores - Sandoval
- Jonathan Azevedo - Mais-Preto
- Marcello Melo - bandido de Seu Clécio
- Duse Nacaratti - senhora que apresenta o novo táxi a Oswaldir
- Caco Baresi - policial
- Marcelo Portinari - bandido
- Márcia Cabrita - Passageira
- Henri Castelli - Pedrão
- Suzana Pires - Jennifer
- Ana Paula Pedro - Kátia
- Luiz Magnelli - Batista
- Roberto Battaglin - Luís Augusto
- Karina Mello - Laura
- Malu Valle - Dorotéia
- Mariana Vaz - Isabela
- Thiago Fragoso - Tiago
- Luli Müller - Bruna
- Hugo Resende - Marcos
- Paulo César Grande - Passageiro
- Ellen Rocche - Stefany
- Chico Terrah - Bigú
- Thogun - Miúdo
- Luíza Mariani - Passageira
- Mário Hermeto - Gilson
- Débora Lamm - Ivonete
- Marcelo Torreão - Adelsão
- Márcio Machado - Linguiça
- Louise Cardoso - Verônica
- Débora Lamm - Ivonete
- Leonardo Netto - Celso
- Cláudia Mauro - Passageira
- John Herbert - Mariozinho
- Lafayette Galvão - Ernesto
- Isaac Bardavid - Garrastazu
- Paulo Ascenção - Policial Martins
- José D'Artagnan Júnior - Passageiro
- Harildo Deda
- Gilberto Miranda - Passageiro
- Zeca Pagodinho - ele mesmo
- Rodrigo Rangel - Policial Silva
- Maria de Sá - senhora
- Anídia Martins - senhora
- Vera Maria Monteiro - Dona Sueli
- Celma Braga - senhora
- Suzana Pires - Jennifer
- Fúlvio Stefanini - Passageiro
- Gláucio Gomes - Alberico
- Joél Reinoso - Juraci
- Zéu Britto - Moacir
- Bete Mendes - Iracema
- Anna Cotrim - Dr. Nadine
- Roberto Oliveira
- Tião D'Ávila - Aristeu
- Guida Viana - Idalina
- Fiorella Mattheis - Manuela
- Íris Bustamante - Sílvia
- Gilberto Hernandez - Paulo
- Ângelo Antônio - Frei Marcos
- Carolyna Aguiar - Dadá
- Adriana Zattar - Lia
- Célia Virginia - Creide
- Cláudio Andrade - Julinho
- Arnaldo Klay - Fabrício
- Cláudio Cinti - Pedro
- Eliene Narducci - Carmem
- Luiz Otávio Moraes - Dr Moreira
- Augusto Madeira - Passageiro
- Luiz Carlos Vasconcelos - João Grande
- Elisa Lucinda - Astéria
- Juliana Alves - Domingas
- Sabrina Rosa - Sgundina
- Contia Rosa - Tercina
- Michelly Campos - Quartina
- Luana Xavier - Quintina
- Livia Thaynara - Sestina
- Daniele Aguiar - Sabatina
- Marcelo Gonçalves - Passo Preto
- José Mauro Brant - Murilo Porco
- Babú Santana - Boca Vedo
- Jorge Lucas - Lindomar
- Marcos Frota - Passageiro
- Val Perre - MV Tião
- Ed Oliveira - Cabeça
- Lugui Palhares - Arnoldão
- Luciana Pacheco - Regininha
- Fernanda Paes Leme - Evelyn
- Alonso Gonçalves - Napoleão Santana
- Yaçanã Martins - Passageira
- Larissa Bracher - Melinha Lee
- Bruna Bueno - Shirley
- Thelmo Fernandes - Normando
- Valéria Bohm - Marialva
- Cristina Fagundes - Babi
- Nizo Neto - Passageiro
- Juliana Knust - Vanessa
- Bruno Padilha - Ricardinho
- Ilva Niño - Passageira
- Cristiana Oliveira - Talita
- Carlos Vieira - professor de simulação de parto
- Luiz Otávio Moraes - médico
- Aline Fanju - Passageira
- Kadu Moliterno - Passageiro
- Juliana Knust - Vanessa
- Roney Villela - Raimundão
- Thiago Varella - Papagaio
- Irene Ravache - Nadir
- Luís Melo - Delegado Nicanor
- Jayme Del Cueto - Gabriel Salvador
- Armando Babaioff - Passageiro
- Camila Morgado - Maria Teresa, a Maníaca da Tesoura
- Ricardo Kosovski - Passageiro
- Giselle Itié - Guadalupe
- Charles Myara - gerente de banco
- Mário Hermeto - Candeias
- Adriana Birolli - Passageira
- Chris Moniz
- Marcelo Assumpção
- Léo Alberty
- Nuno Leal Maia - Passageiro
- Paola Oliveira - Georgette
- Buza Ferraz - Passageiro
- Luana Piovani - Sandra Sandrelli
- Jackson Costa - Nelson Roque
- Marcelo Olinto - Assunção
- Marcos Breda - Passageiro
- Luana Piovani - Sandra Sandrelli
- Jackson Costa - Nelson Roque
- Isaac Bardavid - José Carlos Barreira
- Arlindo Lopes - Passageiro
- Camila Pitanga - Suzete da Silva / Cherry Davis
- João Velho - Passageiro
- Mateus Solano - Toby Crane
- Selma Lopes - Vizinha
- Ruth de Souza - Passageira
- Camila Pitanga - Suzete da Silva / Cherry Davis
- Sérgio Mastropasqua - Edgar
- Lafayette Galvão - Abílio
- Victor Pecoraro - Sérgio
- Bruno Vieira - Pedro
- Kate Lyra - Rita
- Inez Viana - Passageira / Carmem Dorotéia
- Pedro Paulo Rangel - Noel Rosa da Conceição
- Miguel Oliveira - Jéferson
- Henrique Neves - Oscarzinho José
- Márcio Machado - Camile Kidman
- Léo Adrenalina - Dito (traficante)

## Episódios
| Episódio                         | Data de exibição       |
| -------------------------------- | ---------------------- |
| Quem Não Tem Um Caso Prá Contar? | 6 de abril de 2008     |
| A Vingadora Capixaba             | 13 de abril de 2008    |
| O Califa de Copacabana           | 20 de abril de 2008    |
| Oswaldir Superstar               | 27 de abril de 2008    |
| Miss Garota Suburbana            | 4 de maio de 2008      |
| A Estrela da TV                  | 11 de maio de 2008     |
| Caramuru                         | 18 de maio de 2008     |
| Cabrita Mal-Sucedida             | 25 de maio de 2008     |
| O Noivo Sumiu                    | 1 de junho de 2008     |
| Olho de Sogra                    | 8 de junho de 2008     |
| Duas É Demais                    | 15 de junho de 2008    |
| Eterno Amor                      | 22 de junho de 2008    |
| O Último Casal Feliz             | 29 de junho de 2008    |
| A Última Farra                   | 6 de julho de 2008     |
| Mulher No Volante                | 13 de julho de 2008    |
| O Dia Mais Feliz da Minha Vida   | 20 de julho de 2008    |
| Um Cadáver Ilustre               | 27 de julho de 2008    |
| Todo Mundo Louco                 | 3 de agosto de 2008    |
| A Rainha da Uva                  | 10 de agosto de 2008   |
| Em Nome dos Filhos               | 17 de agosto de 2008   |
| O Estouro da Boiada              | 24 de agosto de 2008   |
| Corrida Noturna                  | 31 de agosto de 2008   |
| A Herança de Napoleão            | 14 de setembro de 2008 |
| Amigo É Pra Essas Coisas         | 21 de setembro de 2008 |
| A Deusa Extraterrestre           | 28 de setembro de 2008 |
| Bandeira 5                       | 5 de outubro de 2008   |
| Álbum de Família                 | 12 de outubro de 2008  |
| A Guerra de Tróia                | 19 de outubro de 2008  |
| Sob as Ordens de Mamãe           | 26 de outubro de 2008  |
| A Matadora                       | 2 de novembro de 2008  |
| O Sósia                          | 9 de novembro de 2008  |
| A Falta Que Ela Me Faz           | 16 de novembro de 2008 |
| Cinema Novíssimo                 | 23 de novembro de 2008 |
| O Feitiço da Cueca               | 30 de novembro de 2008 |
| A Estrela de Irajá               | 7 de dezembro de 2008  |
| Super-Mamãe Suzete               | 14 de dezembro de 2008 |
| Noel da Conceição                | 21 de dezembro de 2008 |

## Prêmios
Prêmio Qualidade Brasil 2008
- Melhor Ator mirim